# Microrregión de Pirapora
La microrregión de Pirapora es una de las  microrregiones del estado brasileño de Minas Gerais perteneciente a la mesorregión  Norte de Minas. 
Su población fue estimada en 2006 por el IBGE en 160.798 habitantes y está dividida en diez municipios. Posee un área total de 23.071,697 km².

## Municipios
- Buritizeiro
- Ibiaí
- Jequitaí
- Lagoa dos Patos
- Lassance
- Pirapora
- Riachinho
- Santa Fé de Minas
- São Romão
- Várzea da Palma

- Datos: Q2455664